# Алба (Од)
Алба (фр. Albas) насеље је и општина у јужној Француској у региону Лангдок-Русијон, у департману Од која припада префектури Нарбон.
По подацима из 2011. године у општини је живело 71 становника, а густина насељености је износила 3,13 становника/km². Општина се простире на површини од 22,69 km². Налази се на средњој надморској висини од 343 метара (максималној 533 m, а минималној 189 m).

## Демографија
| 1962. | 1968. | 1975. | 1982. | 1990. | 1999. | 2011. |
| ----- | ----- | ----- | ----- | ----- | ----- | ----- |
| 56    | 72    | 59    | 72    | 70    | 59    | 71    |

График промене броја становника у току последњих година